# Bom Jesus (Piauí)
Pour les articles homonymes, voir Bom Jesus.
Bom Jesus est une municipalité brésilienne située dans l'État du Piauí.

## Communes limitrophes
| Currais               |                      | Santa Luz |
|                       | Bom Jesus            |           |
| Monte Alegre do Piauí | Redenção do Gurguéia |           |